# Егиазаров, Иван Васильевич
Иван Васильевич Егиазаров (арм. Իվան Եղիազարով, 6 января 1893, Тифлис — 10 июня 1971, Ереван) — советский хозяйственный, государственный и политический деятель. Академик АН Армянской ССР.

## Биография
По некоторым сведениям родился в Армении. Отец, купец первой гильдии Василий Егиазаров, переехав в Тифлис, занимался торговлей железоскобяными изделиями. Семья была многодетной, у Василия и Марии Давидовны было десять детей, двое из них умерли от брюшного тифа в младенчестве.
Детство Иван провёл в отцовском доме в Тифлисе, современный адрес — д. 14 по улице Шалвы Дадиани. В 1906 году отец умер. 
Подросший Иван уехал учиться в Санкт-Петербург. 
В 1916—1971 гг. — в Петроградском электротехническом институте. Ученик Графтио. Пионер в области электрохимии. 
Работал в комиссии по составлению плана ГОЭЛРО, консультант Госплана СССР, преподаватель, профессор в Ленинградском электротехническом институте, директор Водно-энергетического института АН Армянской ССР, заведующий кафедрой ЕрПИ им. Маркса.
Член ВКП(б).
Избирался депутатом Верховного Совета СССР 2-го созыва.
Жил в Ереване на Проспекте Ленина (ныне — Месропа Маштоца) в Доме академиков.
Трагически погиб в 1971 году.

## Звания
- доктор технических наук
- профессор (1935)
- действительный член АН АрмССР (1943)
- чл.-корр. Тулузской академии (Франция)
- почётный доктор Будапештского университета
- почётный член МАГИ